# VinFast Klara

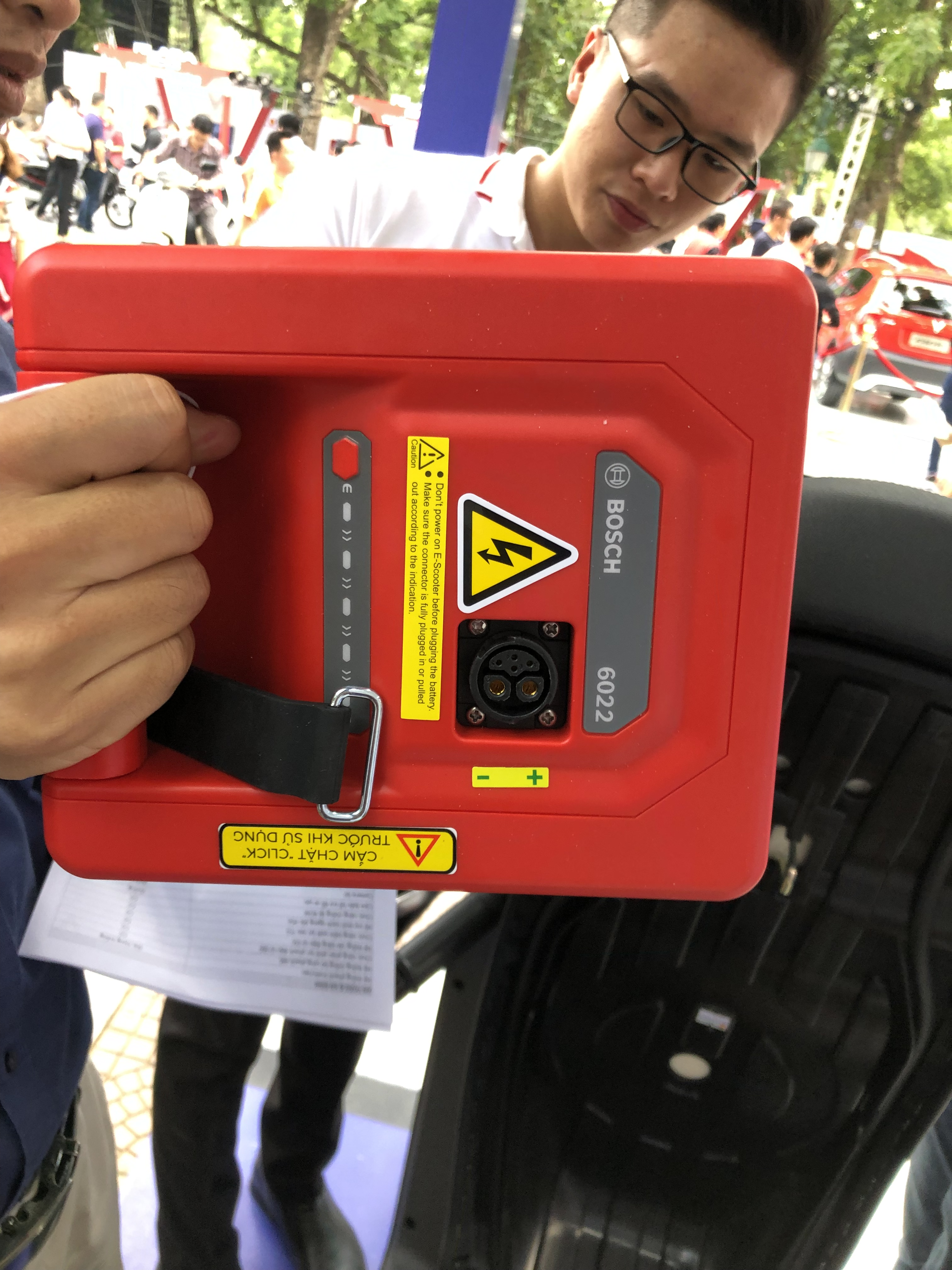
Pin Li-ion của Bosch cho xe máy điện VinFast Klara

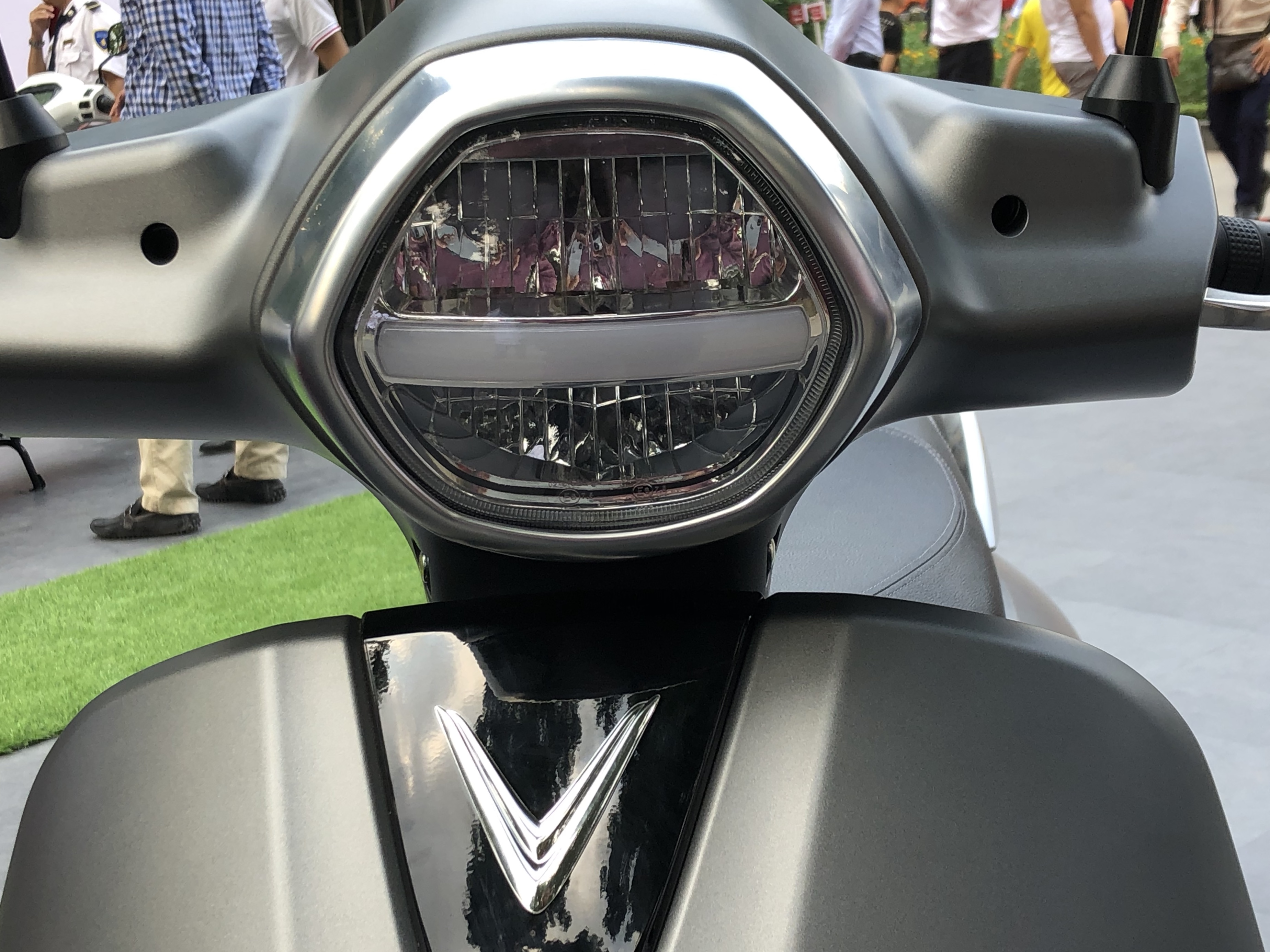
Đèn pha LED 2 tầng trên phiên bản chạy pin Li-ion

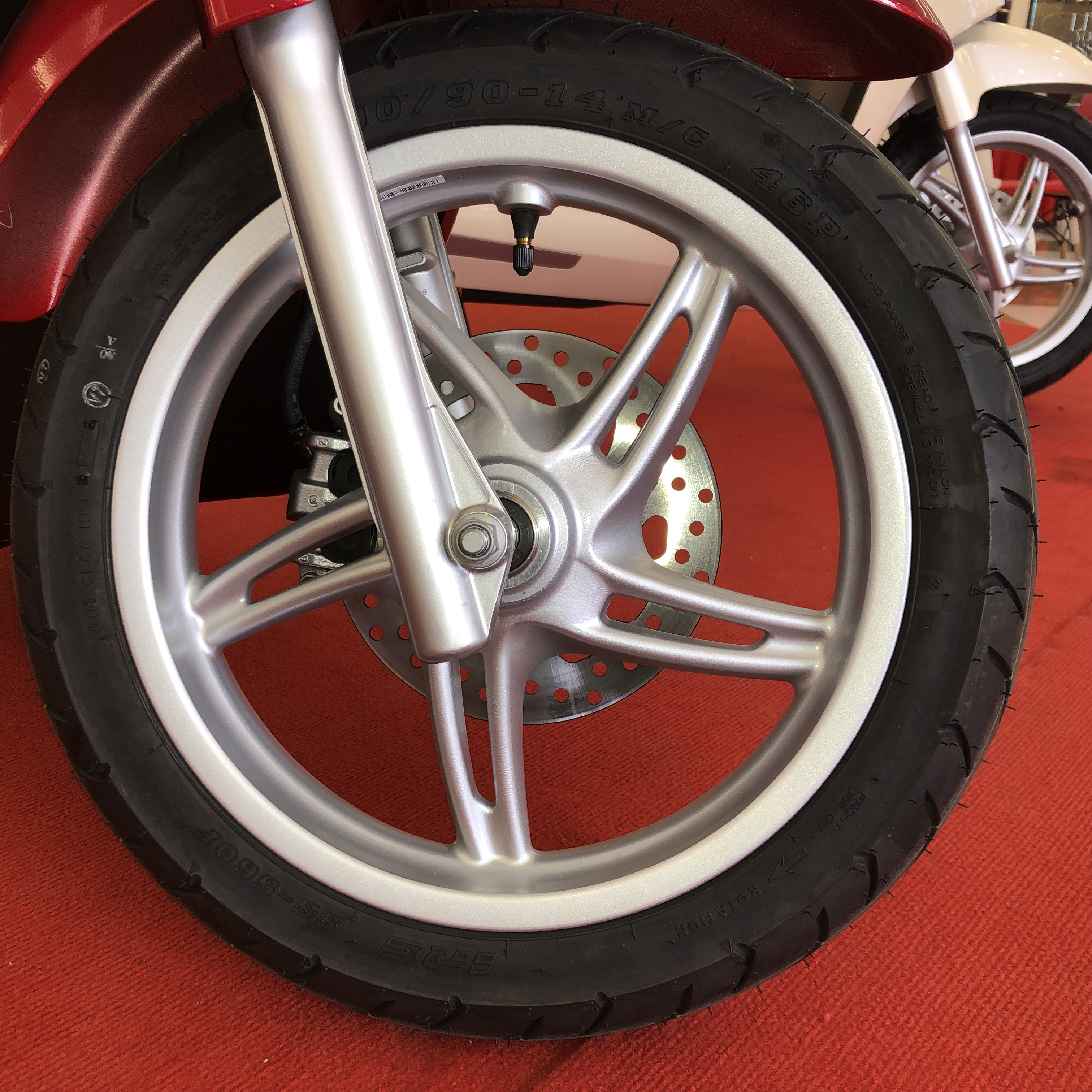
Lốp xe do IRC cung cấp

VinFast Klara là nhãn hiệu dòng xe máy chạy bằng năng lượng điện ra mắt ngày 20 tháng 11 năm 2018, sản xuất bởi VinFast, một công ty con của Tập đoàn Vingroup.

## Tên gọi
VinFast viết tắt của cụm từ "Việt Nam – Phong cách (thay Ph bằng F) – An toàn – Sáng tạo – Tiên phong." Klara trong tiếng Thụy Điển có nghĩa là trong sáng, rõ ràng, rực rỡ. Xe máy điện VinFast Klara cả 2 phiên bản pin và acquy ra mắt 2018 đều được thiết kế bới Torino Design
Ngày 25 tháng 12 năm 2018, VF công bố lịch trình tăng giá bán chưa VAT cho 5 dòng xe (3 ô tô, 2 xe máy điện):
| Tên gọi     | Từ 5/11/2018 & 20/11/2018 | Từ 10/12/2018  | Từ 1/1/2019   | Từ 1/3/2019    | Từ 1/5/2019               | Từ 1/9/2019    |
| ----------- | ------------------------- | -------------- | ------------- | -------------- | ------------------------- | -------------- |
| Lux SA2.0   | 1.136.000.000             | Không thay đổi | 1.286.000.000 | Không thay đổi | Sẽ công bố trong năm 2019 | 1.818.000.000  |
| Lux A2.0    | 800.000.000               | Không thay đổi | 900.000.000   | Không thay đổi | Sẽ công bố trong năm 2019 | 1.366.000.000  |
| Fadil       | 336.000.000               | Không thay đổi | 359.000.000   | Không thay đổi | Sẽ công bố trong năm 2019 | 423.000.000    |
| Klara pin   | 32.272.727                | 36.272.727     | 40.909.090    | 45.454.575     | 51.818.181                | Không thay đổi |
| Klara acquy | 19.090.909                | Không thay đổi | 22.727.272    | 27.272.727     | 30.909.090                | Không thay đổi |

## Cấu hình
Xe Klara được giới thiệu hôm 20/11/2018 với 2 phiên bản và 6 màu sắc. Phiên bản cao cấp màn hiển thị hình chữ nhật dùng pin ion Lithi giá niêm yết 57 triệu và phiên bản tiêu chuẩn màn hiển thị hình lục giác dùng ắc quy chì - a xít giá 34 triệu.
Ngày 1 tháng 6 năm 2020, VF công bố giá bán pin Lithium ion LG Chem-VinFast (dành cho dòng xe máy điện VinFast Klara S, Impes và Ludo) là 6.600.000 VND trong tháng 6/2020, từ tháng 7/2020 sẽ là 8.600.000 VND.
Chi tiết
| Tham số                             | VinFast Klara pin Lithium-ion A1                                 | VinFast Klara ắc quy Axít-Chì A2                                  |
| ----------------------------------- | ---------------------------------------------------------------- | ----------------------------------------------------------------- |
| Ảnh                                 | VF Klara pin (màu kem bên trái) và acquy (màu xanh lam bên phải) | VF Klara pin (màu kem bên trái) và acquy (màu xanh lam bên phải)  |
| Công suất động cơ                   | 1.200 W                                                          | 800 W                                                             |
| Loại động cơ                        | Động cơ điện 1 chiều không chổi than BLDC tích hợp vào bánh sau  | Động cơ điện 1 chiều không chổi than BLDC tích hợp vào bánh sau   |
| Bộ điều khiển                       | BĐK BLDC hiệu suất cao, dòng tối đa 40A, phanh tái sinh          | BĐK BLDC hiệu suất cao, dòng tối đa 35A, phanh tái sinh           |
| Tốc độ tối đa                       | 50 km/h                                                          | 45 km/h                                                           |
| Loại pin sạc                        | Li-ion Bosch                                                     | Ắc quy chì - a xít kín khí, 5 bình nối tiếp                       |
| Dung lượng pin                      | Tối đa 22,8 Ah Chuẩn 22 Ah                                       | Tối đa 21 Ah Chuẩn 20 Ah                                          |
| Trọng lượng pin                     | 11,2 kg                                                          | 35 kg                                                             |
| Thời gian sạc tiêu chuẩn            | 4 h (90% SOC) 7 h (100% SOC)                                     | 8 h (80% SOC) 10 h (95% SOC) 12h (100% SOC) (Tối đa 12 h 15 phút) |
| Loại sạc                            | Sạc pin Li-ion VF                                                | Sạc acquy chì - a xít VF                                          |
| Giảm xóc                            | Trước/sau                                                        | Trước/sau                                                         |
| Phanh trước/sau                     | Phanh đĩa                                                        | Phanh đĩa                                                         |
| Chiều dài cơ sở                     | 1.300 mm                                                         | 1.300 mm                                                          |
| Kích thước (D x R x C)              | 1.910 x 685 x 1.130 mm                                           | 1.910 x 685 x 1.130 mm                                            |
| Khoảng sáng gầm                     | 125 mm                                                           | 125 mm                                                            |
| Độ cao yên                          | 760 mm                                                           | 760 mm                                                            |
| Đường kính vành bánh                | Trước 14 inch, sau 12 inch                                       | Trước 14 inch, sau 12 inch                                        |
| Dung tích cốp xe                    | 21 lít                                                           | 22 lít                                                            |
| Khối lượng                          | 95 kg                                                            | 116 kg                                                            |
| Đèn pha trước                       | LED                                                              | Halogen / LED                                                     |
| Kết nối                             | 3G, Bluetooth, GPS                                               | Không                                                             |
| Chìa khóa                           | RF                                                               | Thường                                                            |
| Quãng đường đi được trong 1 lần sạc | 80 km                                                            | 80 km                                                             |
| Lốp                                 | 2 lốp không săm IRC                                              | 2 lốp không săm IRC                                               |
| Đồng hồ lái                         | LCD LED backlit 4,5 inch                                         | LCD LED backlit 4,5 inch                                          |
| Truyền động                         | Dẫn động trực tiếp                                               | Dẫn động trực tiếp                                                |

### VinFast Klara A2 - 2021
VinFast Klara A2 - 2021 là phiên bản chỉnh sửa của VinFast Klara A2 - 2019 có động cơ 1.200 w thay cho 800 w, phanh sau là phanh cơ thay cho phanh đĩa, tốc độ tối đa 60 km/h thay cho 45 km/h, sạc đầy đi được 90 km.

## Hình ảnh

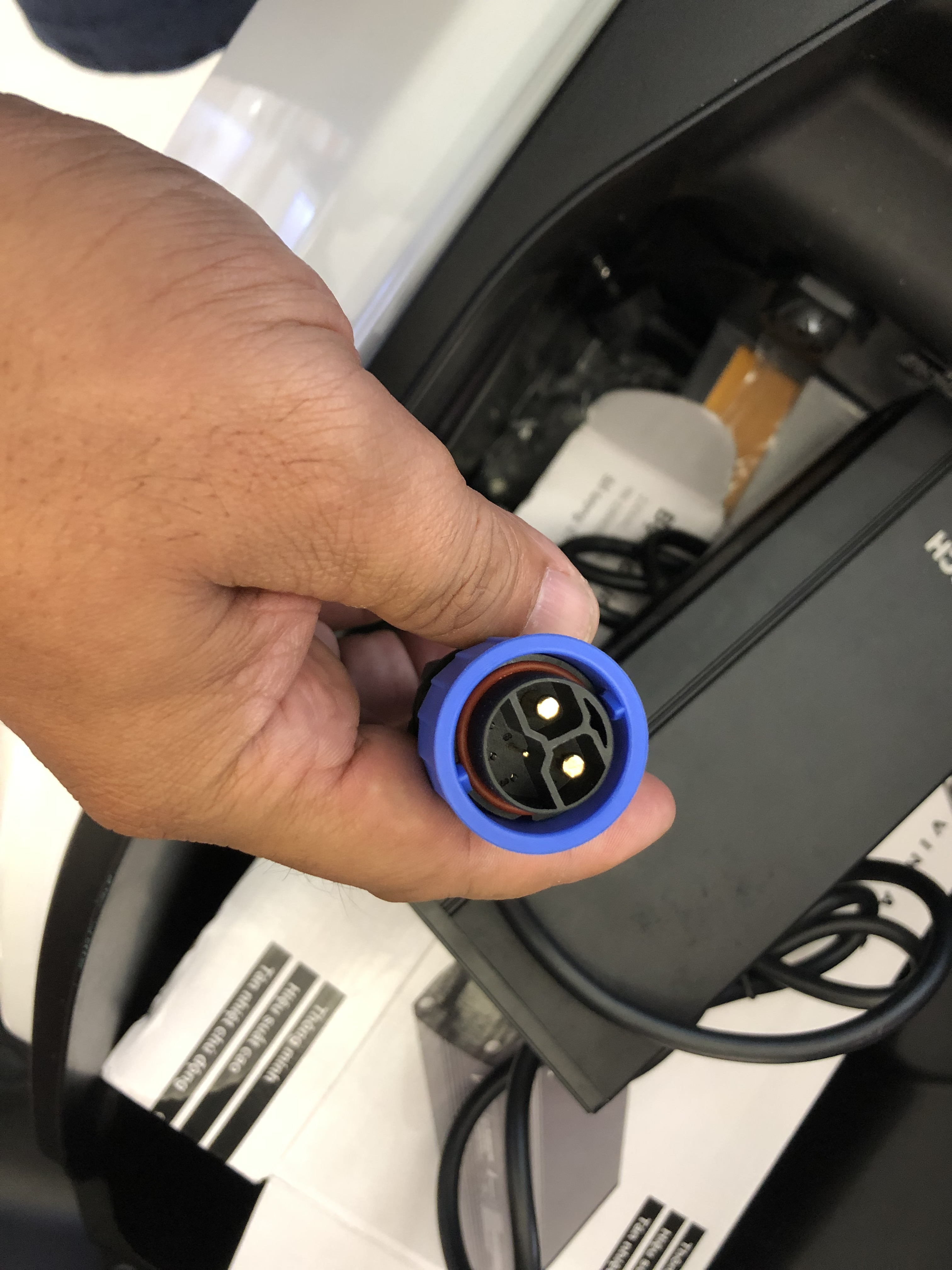
Sạc điện cho VinFast Klara
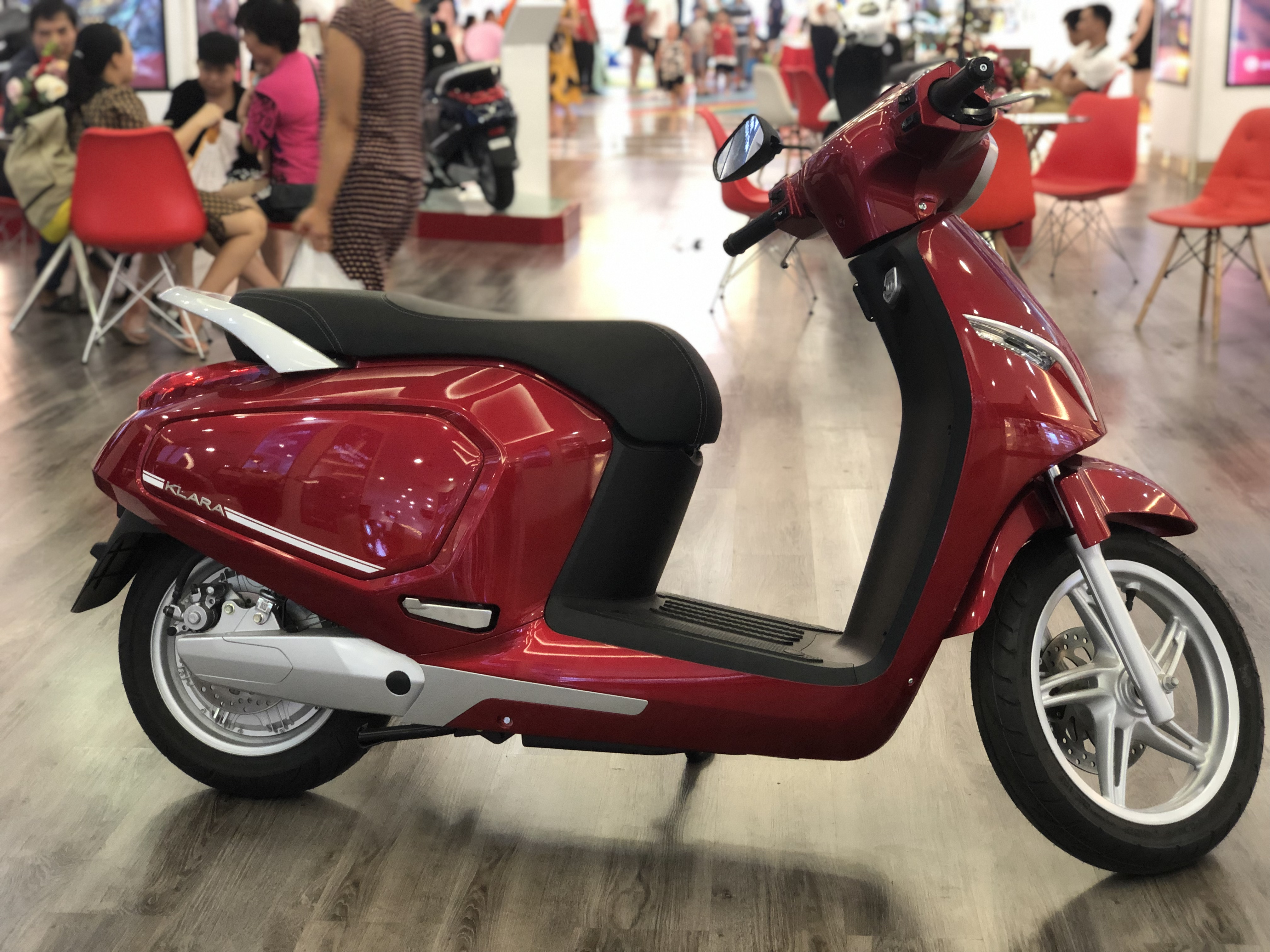
Bản pin
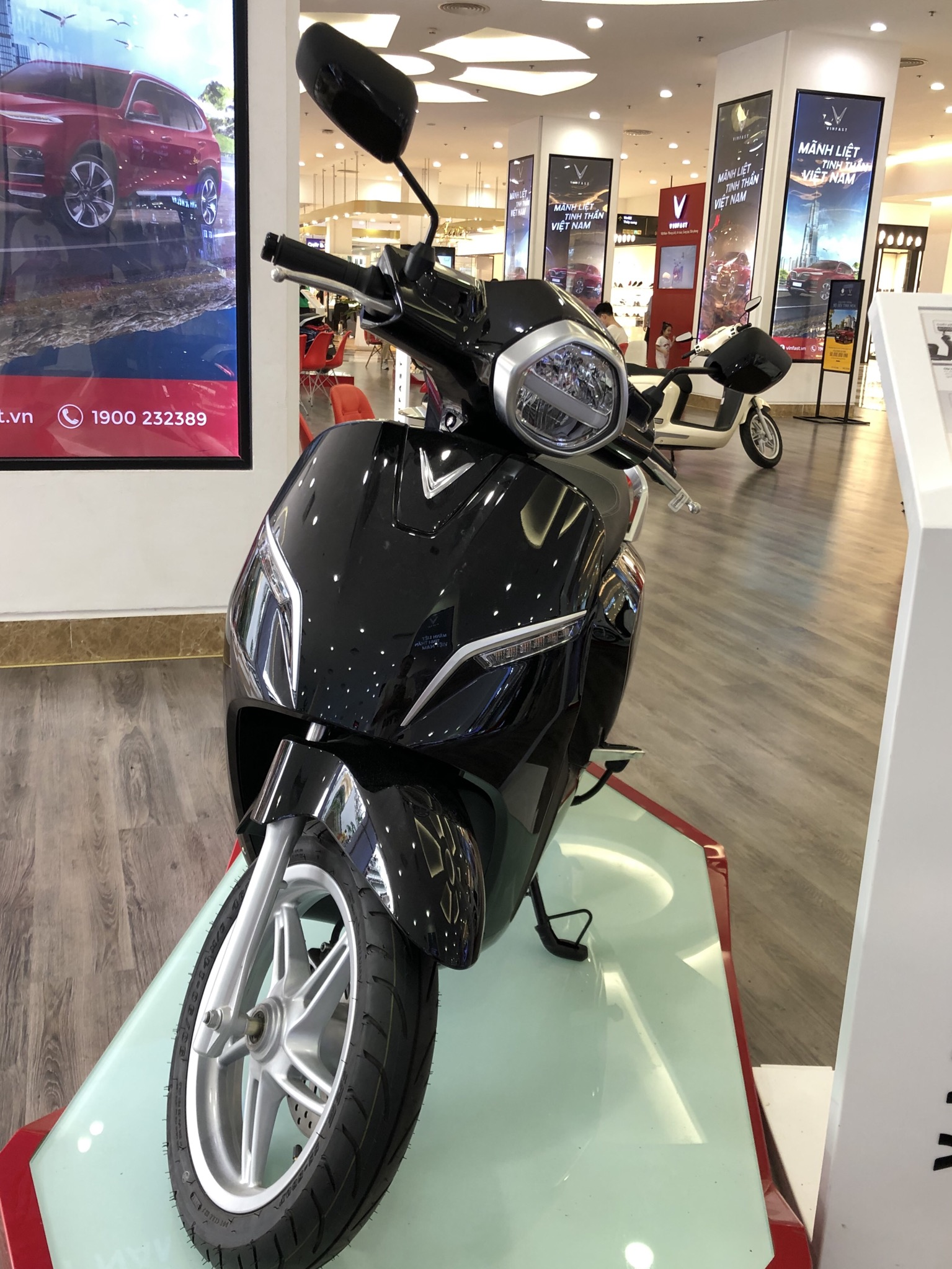
Bản acquy axit - chì

## Nhận xét
Sau khi xe máy điện VinFast Klara được mở bán, đã có người tiêu dùng mua về và mở ra xem xét chi tiết bên trong rồi nhận xét:
- "cơ bản là bộ khung chắc chắn mối hàn đẹp. Hộp điều khiển điện để rất cao phía trước... Thiết kế thế này với cái động cơ chống nước bảo sao nó ngâm nước thoải con gà mái"[14][15][16]
- Xe chạy êm, không sốc, lội nước tốt
- Tiện lợi hơn với tính năng thông minh
- Dịch vụ sau bán hàng tốt.[17]